# Togcha River
Togcha River är ett vattendrag i Guam (USA).   Det ligger på gränsen mellan kommunerna Talofofo och Yona, i den sydvästra delen av Guam, 12 km söder om huvudstaden Hagåtña. Togcha River mynnar ut i Togcha Bay.